# Mount Pearl
Mount Pearl är en ort i Kanada.   Den ligger i provinsen Newfoundland och Labrador, i den östra delen av landet, 1 800 km öster om huvudstaden Ottawa. Mount Pearl ligger 109 meter över havet och antalet invånare är 24 671.
Terrängen runt Mount Pearl är platt åt nordväst, men åt sydost är den kuperad.Runt Mount Pearl är det ganska tätbefolkat, med 207 invånare per kvadratkilometer.. Närmaste större samhälle är St. John's, 7,6 km nordost om Mount Pearl. 
I omgivningarna runt Mount Pearl växer i huvudsak blandskog.